# 社梁乡
社梁乡，是中华人民共和国山西省忻州市河曲县下辖的一个乡镇级行政单位。

## 行政区划
社梁乡下辖以下地区：
社梁村、杨家也村、百里也村、尖山村、黄咀村、韩家湾村、香梁山村、围坪村、井峪沟村、堡宅梁村、新尧村、田家崖村、郝家也村、贾家也村、裴家甲村、李家居村、柳家甲村、井沟村、木柯桥村、榆卜咀村、刘家沟村、雷家峁村、沙也村、窨子村、赵元头村和军池村。